# Samy Houri
Pour les articles homonymes, voir Houri (homonymie).
Samy Houri est un joueur de football français d'origine algérienne et marocaine, né le 9 août 1985 à Asnières-sur-Seine en France. Il évolue au poste de milieu de terrain offensif.

## Biographie
Samy Houri est un joueur français né à Asnières-sur-Seine, dans le département des Hauts-de-Seine il est d'origine algérienne de son père et marocaine de sa mère.
Sous les couleurs de l'ASSE, il perd en finale du championnat de France des moins de 15 ans 2000-2001 face à l'INF Clairefontaine.

## Carrière
- 2001-2006 : AS Saint-Étienne
- 2006-2007 : US Raon-l'Étape (prêt)
- 2007-2008 : Paris FC (prêt)
- 2008-2009 : AC Arles (prêt)
- 2009-2011 : KV Ostende
- 2011-2013 : FC Brussels
- 2013-2014 : CS Constantine
- 2014-2015 : ÉFC Fréjus Saint-Raphaël [2]
- 2015-2017 : Limoges Football
- 2017-2018 : ASM Belfort FC
- 2018- : Montauban Football Club Tarn-et-Garonne

## Palmarès
- 2004 : Champion de Ligue 2 avec l'AS Saint-Étienne
- mai 2002 : Vice-Champion d'Europe des moins de 17 ans

## Statistiques
- Premier match en Ligue 1 : 11 janvier 2006, FC Metz - AS Saint-Étienne (0-1)
- 3 matchs en Ligue 1
- 6 matchs en Ligue 2
- 90 matchs et 14 buts en National